# هارينغتون (واشنطن)
هارينغتون (بالإنجليزية: Harrington, Washington)‏ هي مدينة تقع في الولايات المتحدة في مقاطعة لينكون، واشنطن. يقدر عدد سكانها بـ 424 نسمة ومساحتها 0.98 كم2 وترتفع عن سطح البحر 654 متر.

## التركيبة السكانية
قام مكتب تعداد الولايات المتحدة بتحديد بيانات التركيبة السكانية لهارينغتون في تعداد الولايات المتحدة. في ما يلي، التركيبة السكانية حسب تعدادي 2000 و2010.

### تعداد عام 2000
بلغ عدد سكان هارينغتون 426 نسمة بحسب تعداد عام 2000، وبلغ عدد الأسر 187 أسرة وعدد العائلات 115 عائلة مقيمة في المدينة. في حين سجلت الكثافة السكانية 1,122.2 نسمة لكل ميل مربع (433.3/كم2). وبلغ عدد الوحدات السكنية 235 وحدة بمتوسط كثافة قدره 619.1 نسمة لكل ميل مربع (239.0/كم2).
وتوزع التركيب العرقي للمدينة بنسبة 97.18% من البيض و 1.41% من الأمريكيين الأصليين و 0.23% من الأمريكيين ذوي الأصول الآسيوية و 1.17% من عرقين مختلطين أو أكثر.
بلغ عدد الأسر 187 أسرة كانت نسبة 27.3% منها لديها أطفال تحت سن الثامنة عشر تعيش معهم، وبلغت نسبة الأزواج القاطنين مع بعضهم البعض 51.9% من أصل المجموع الكلي للأسر، ونسبة 7.0% من الأسر كان لديها معيلات من الإناث دون وجود شريك، وكانت نسبة 38.0% من غير العائلات. تألفت نسبة 36.4% من أصل جميع الأسر من أفراد ونسبة 15.0% كانوا يعيش معهم شخص وحيد يبلغ من العمر 65 عاماً فما فوق.
بلغ العمر الوسطي للسكان 43 عاماً. وكانت نسبة 25.6% من القاطنين تحت سن الثامنة عشر، وكانت نسبة 4.2% بين الثامنة عشر والأربعة وعشرون عاماً، ونسبة 22.3% كانت واقعةً في الفئة العمرية ما بين الخامسة والعشرون حتى والأربعة وأربعون عاماً، ونسبة 25.1% كانت ما بين الخامسة والأربعون حتى الرابعة والستون، ونسبة 22.8% كانت ضمن فئة الخامسة والستون عاماً فما فوق.
بلغ متوسط دخل الأسرة في المدينة 29,792 دولار، أما متوسط دخل العائلة فبلغ 45,000 دولار. وكان متوسط دخل الذكور 30,625 دولار مقابل 16,563 دولار للإناث. وسجل دخل الفرد الخاص بالمدينة 17,744 دولار. وكانت نسبة 3.8% من العائلات ونسبة 12.0% من السكان تحت خط الفقر،

### تعداد عام 2010
بلغ عدد سكان هارينغتون 424 نسمة بحسب تعداد عام 2010، وبلغ عدد الأسر 184 أسرة وعدد العائلات 119 عائلة مقيمة في المدينة. في حين سجلت الكثافة السكانية 1,115.8 نسمة لكل ميل مربع (430.8/كم2). وبلغ عدد الوحدات السكنية 219 وحدة بمتوسط كثافة قدره 576.3 لكل ميل مربع (222.5/كم2).
وتوزع التركيب العرقي للمدينة بنسبة 92.7% من البيض و 3.5% من الأمريكيين الأصليين و 0.9% من الأمريكيين الأفارقة و 2.1% من عرقين مختلطين أو أكثر.
بلغ عدد الأسر 184 أسرة كانت نسبة 25.0% منها لديها أطفال تحت سن الثامنة عشر تعيش معهم، وبلغت نسبة الأزواج القاطنين مع بعضهم البعض 52.2% من أصل المجموع الكلي للأسر، ونسبة 9.2% من الأسر كان لديها معيلات من الإناث دون وجود شريك، بينما كانت نسبة 3.3% من الأسر لديها معيلون من الذكور دون وجود شريكة وكانت نسبة 35.3% من غير العائلات. تألفت نسبة 32.6% من أصل جميع الأسر من أفراد ونسبة 15.2% كانوا يعيش معهم شخص وحيد يبلغ من العمر 65 عاماً فما فوق. وبلغ متوسط حجم الأسرة المعيشية 2.87، أما متوسط حجم العائلات فبلغ 2.30.
بلغ العمر الوسطي للسكان 46.1 عاماً. وكانت نسبة 22.4% من القاطنين تحت سن الثامنة عشر، وكانت نسبة 5.9% بين الثامنة عشر والأربعة وعشرون عاماً، ونسبة 18.9% كانت واقعةً في الفئة العمرية ما بين الخامسة والعشرون حتى والأربعة وأربعون عاماً، ونسبة 29.2% كانت ما بين الخامسة والأربعون حتى الرابعة والستون، ونسبة 23.6% كانت ضمن فئة الخامسة والستون عاماً فما فوق. وتوزع التركيب الجنسي للسكان بنسبة 47.4% ذكور و52.6% إناث.